# Trần Thiên Bảo
Trần Thiên Bảo (chữ Hán: 陳添保; Ch’en T’ien-pao) là một tướng người Hoa của nhà Tây Sơn. Cùng với Mạc Quan Phù và Trịnh Nhất, ông từng là một trong những cướp biển hùng mạnh nhất tại vùng biển giữa Đại Việt và Trung Hoa vào thời Tây Sơn.

## Trong sử liệu
Vua Quang Trung thu dụng các nhóm cướp biển người Hoa giống như lính đánh thuê, ông sai các nhóm này đánh phá vùng duyên hải miền nam Trung Quốc cốt để Nhà Thanh bị cuốn vào hoạt động ngoại giao và chống giặc cướp để cho ông có thời gian ổn định tình hình nước Việt. Cũng có tài liệu cho rằng việc Quang Trung sai cướp biển người Hoa đánh phá duyên hải miền nam Trung Quốc là nhằm tạo tiền đề cho chiến dịch xuất quân đánh lấy Quảng Tây mà ông dự định trong tương lai.
Trần Thiên Bảo vốn là ngư dân người dân tộc Choang, quê ở Liêm Châu (廉州), tỉnh Quảng Đông, Trung Quốc.
Năm 1780, thuyền của ông bị gió bão đẩy vào vùng biển Vịnh Bắc bộ, Đại Việt. Ông ở lại và đánh cá ở vùng quanh Thăng Long.
Năm 1783, cả gia đình ông bị quân Tây Sơn bắt giữ. Bảo bị sung vào quân quân Tây Sơn.
Năm 1785, Nhà Tây Sơn buộc ông tham gia các chiến dịch chống quân chúa Trịnh. Ông đã tham gia và lập công trong chiến dịch quân sự đẩy quân Trịnh ra khỏi Phú Xuân. Sau đó Nguyễn Nhạc phong cho ông chức tổng binh. Nguyễn Nhạc từng tài trợ cho Bảo thành lập một hạm đội hùng hậu, nhưng hạm đội này chưa kịp xuất phát đã bị chúa Nguyễn cho quân đánh úp tan tành.
Năm 1788, Bảo được Nguyễn Huệ phong tước Bảo Đức hầu và cấp cho 6 chiến thuyền cùng 200 quân lính, có nhiệm vụ phòng bị quân Thanh xâm nhập theo thủy lộ. Bảo chiêu dụ thêm được hai hải tặc Trung Hoa là Lương Văn Canh và Phàn Văn Tài.
Cuối năm đó, khi Nguyễn Huệ xưng hiệu Quang Trung, tiến đánh quân Thanh ở Thăng Long, ông được cấp thêm 16 chiến thuyền và được ủy quyền tuyển mộ thêm tướng lĩnh cho nhà Tây Sơn. Ông đã tuyển mộ Mạc Quan Phù (làm cướp biển từ năm 1787), năm sau tuyển thêm Trịnh Nhất. Cả hai người này đều được phong tướng. Nâng đội thuyền của Bảo thành hơn trăm chiếc.
Cuối tháng 4 năm 1794, Bảo chặn đánh thủy quân Nguyễn Ánh ở Đà Nẵng, phá tan kế hoạch tiến chiếm Quy Nhơn của Nguyễn Ánh.
Năm 1795, Bảo được vua Cảnh Thịnh phong Đại đô đốc, thành tổng đầu lĩnh của lực lượng hải tặc.. Được sự giúp đỡ của nhà Tây Sơn, lực lượng hải tặc do Bảo đứng đầu được cơ cấu thành lực lượng tinh nhuệ, các đầu lĩnh đều được phong chức “Tổng binh Tàu Ô”, thế lực của Bảo càng thêm hùng hậu.
Năm 1797, Trần Thiêm Bảo dẫn hải tặc bao vây và khống chế được Diên Khánh, Biên Hòa, nhưng năm sau phải rút quân về.
Năm 1799, Nguyễn Ánh mang quân chinh phạt, Quy Nhơn bị thất thủ.
Năm 1800, Trần Thiêm Bảo mang hơn trăm chiến thuyền cùng với Trần Quang Diệu và Võ Văn Dũng lấy lại được Quy Nhơn.
Đầu năm 1801, Nguyễn Ánh dẫn đại quân tiến đánh kinh đô Phú Xuân của Tây Sơn, Trần Thiêm Bảo mang quân tham chiến. Quân Tây Sơn thảm bại, Phú Xuân thất thủ, chiến thuyền Tàu Ô bị đánh chìm quá nửa, 3 vị tổng binh Mạc Quan Phù, Lương Văn Canh và Phàn Văn Tài bị bắt. Quang Toản dẫn tàn binh chạy ra Thăng Long, lực lượng hải tặc cũng tứ tán.
Cuối tháng 11 năm 1801, Trần Thiên Bảo cùng gia đình và 30 người tùy tùng về Trung Hoa ra đầu thú với nhà Thanh. Vua Gia Khánh miễn chết, cho an trí Bảo cùng gia quyến ở phủ Nam Hùng (nay là thành Nam Hùng, tỉnh Quảng Đông), là nơi sâu trong đất liền, cách xa gió biển trùng khơi.
Sách Thánh Vũ Ký của Ngụy Nguyên (1794-1857) viết:
"Năm đầu niên hiệu Gia Khánh (1796) vị tướng ở Khúc Châu là Khôi Luận, Tổng đốc lưỡng Quảng là Cát Khánh đã nhiều lần tâu vua rằng: bọn giặc biển Tàu Ô là Trần Thiên Bảo đã được An Nam cho làm Tổng binh và cấp cho ấn" (Tr.25b).